# Jean-François Reybard
Jean-François Reybard (* 1790 im Département Jura; † September 1863 in Paris) war ein französischer Chirurg.

## Leben und Wirken
Jean-François Reybard studierte Medizin, zunächst als „Interner“ in den Spitälern von Lyon und anschließend in Paris, wo er 1816 promoviert wurde. Er ließ sich zunächst in Annonay nieder, ging aber 1835 nach Lyon, wo er sich besonders für die Chirurgie und für die Verbesserung der Operationsinstrumente interessierte. Da er reich genug war, um auf zahlende Kundschaft verzichten zu können, suchte er beharrlich die Krankenhäuser auf, deren Ärzte ihm häufig die Behandlung von Kranken anvertrauten, deren Krankheiten die Anwendung von Hilfsmitteln erforderten, die von ihm erfunden oder modifiziert waren. Mit gleichem Eifer führte er chirurgische Experimente in der Tierarzneischule von Lyon durch. Schließlich behandelte er arme Patienten gratis, bei denen er bestimmte Operationen ausführte. Als er im September 1863 in Paris im Dienst des Chirurgen Léon Athanase Gosselin (1815–1887) einen Kranken mit Analfistel behandelte, verletzte er sich am Daumen, wurde krank und starb innerhalb weniger Tage.
Im Jahr 1827 verbesserte Jean-François Reybard das von Dupuytren erfundene Enterotom (Gerät zur Eröffnung des Bauchfells). 1852 erhielt er den „Grand Prix d’Argenteuil“ für seine Arbeit über die Behandlung von Harnröhrenverengungen.
Am 2. Mai 1833 hatte Reybard als Erster eine Sigmaresektion, die Entfernung eines Teils des Kolons, durchgeführt.

## Schriften (Auswahl)

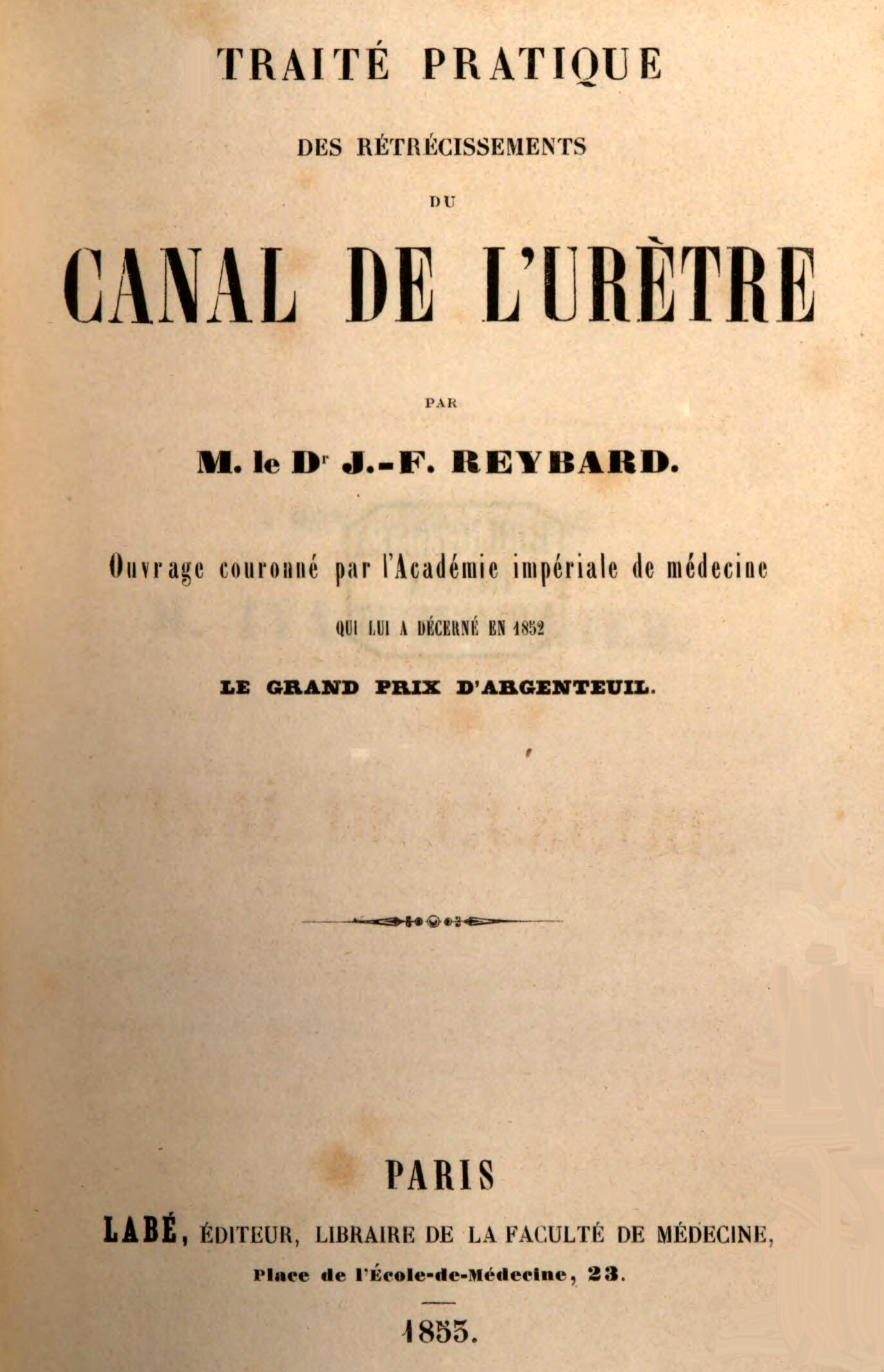
Traité pratique des rétrécissements du canal de l’urètre. 1853

- Essai sur la fièvre adynamique. Thèse de médecine des Paris n° 104, 1816 (Digitalisat)
- Mémoires sur la traitement des anus artificiels, des plaies des intestins et des plaies pénétrantes de poitrine. Baillière, Paris 1827 (Digitalisat)
- Procédé nouveau pour guérir par l’incision les rétrécissements du canal de l’urètre. Lous Perrin, Lyon 1833 (Digitalisat)
- Mémoire sur la cure de l’anus contre nature par l’incision des parois adossés des bout de l’intestin. In: Gazette médicale de Paris 1838, S. 545 f. (Digitalisat)
- Mémoire sur la cure des rétrécissements du canal de l’urètre par la méthode de l’incision; précédé de quelques réflexions sur leur traitement par la dilatation et par la cautérisation; adressé à l’Académie royale de Médecine de Paris. Paris 1839 (Digitalisat)
- Mémoire sur les épanchements dans la poitrine et sur un nouveau procédé opératoire pour retirer les fluides épanchés sans laisser pénétrer l’air extérieur dans le thorax. In: Gazette médicale de Paris 1841, S. 33 f. (Digitalisat), 52 (Digitalisat)
- Nouvelles Expériences du Dr Reybard sur les plaies intestinales, analyse et annotation par le Dr Paul Brun. 1843 (Digitalisat)
- Considérations nouvelles sur la nature des rétrécissements de l’utère. Extrait d’un mémoire adressée à l’Académie nationale de médecine des Paris pour le concours du prix d’Argenteuil, année 1844. J. B. Rodanet, Lyon 1844 (Digitalisat)
- Nouvelle procédé pour guérir la fistule lacrymale. In: Archives générales de médecine. 1852 (4 / 28) S. 356 (Digitalisat)
- Traité pratique des rétrécissements du canal de l’urètre. Ouvrage couronné par l’Académie impériale de médecine qui lui a décerné en 1852 le Grand Prix D’Argenteuil. Labé, Paris                                                    1853 (Digitalisat)
- Réflexions sur l’urétroplastie, nouvelle méthode d’autoplastie appliquée au traitement de l’hypospadias et des fistules urétrales, considérations nouvelles sur la mode des cicatrisation et sur le traitement de la plaie après l’urétrotomie externe dans quelques rétrécissements réputés incurables. Lyon 1856 (Digitalisat)
- Étiologie des fistules lacrymales. In: Gazette hebdomadaire de médecine et de chirurgie 1863, S. 612 f. (Digitalisat)